# Borrello Valva
Borrello Valva (seconda metà X secolo – post 1026) è stato un nobile italiano, barone di Valva e signore di Pietrabbondante.

## Biografia
Scarsissime e frammentarie sono le notizie sulla biografia di Borrello Valva. Nacque nella seconda metà del X secolo da Oderisio Valva, fondatore della famiglia. Nulla si sa sulla sua giovinezza. Dal padre, morto poco dopo il 1014, aveva ereditato la baronia di Valva ed ottenuto poi la signoria di Pietrabbondante. Si ritrova nel 1021 a fronteggiare l'esercito dell'imperatore Enrico II e l'anno seguente ad aiutare insieme ad alcuni componenti della famiglia dei Berardi l'abate Atenolfo di Montecassino nei conflitti in cui versava all'epoca l'Italia centrale. Tuttavia alla fine dovette sottomettersi alla potenza dell'esercito tedesco. Si stima che Borrello Valva sia deceduto poco dopo il 1026. Aveva sposato una certa Ruta, figlia di un Pietro, dalla quale aveva avuto tre figli: Oderisio, primogenito, barone di Valva, Borrello, signore di Borrello, noto per aver fondato la famiglia Borrello, e Giovanni.